# Sport-Verein Werder von 1899 2021-2022 (femminile)
Questa voce raccoglie le informazioni riguardanti lo Sport-Verein Werder von 1899 nelle competizioni ufficiali della stagione 2021-2022.

## Divise e sponsor
Le tenute di gioco solo le stesse del Werder Brema maschile.
|  | Casa | Trasferta | Terza divisa |

## Organigramma societario
Tratto dal sito ufficiale
Area tecnica
- Allenatore: Thomas Horsch
- Co-allenatore: Lucas Horsch
- Preparatore dei portieri: Dominic Demenat
- Preparatore atletico: Anna-Lisa Timm
- Fisioterapeuta: Jennifer Brimmer

## Rosa
Rosa, ruoli e numeri di maglia tratti dal sito ufficiale, aggiornati al 6 novembre 2021.
| N. |                     | Ruolo | Calciatrice         |
| -- | ------------------- | ----- | ------------------- |
| 1  | Germania (bandiera) | P     | Lena Pauels         |
| 4  | Germania (bandiera) | D     | Anna Hausdorff      |
| 5  | Germania (bandiera) | D     | Michelle Ulbrich    |
| 6  | Germania (bandiera) | C     | Reena Wichmann      |
| 7  | Ungheria (bandiera) | C     | Gabriella Tóth      |
| 8  | Germania (bandiera) | D     | Michelle Weiß       |
| 9  | Austria (bandiera)  | D     | Katharina Schiechtl |
| 10 | Polonia (bandiera)  | A     | Agata Tarczyńska    |
| 11 | Germania (bandiera) | A     | Maja Sternad        |
| 13 | Germania (bandiera) | C     | Ricarda Walkling    |
| 15 | Germania (bandiera) | C     | Jasmin Sehan        |
| 16 | Germania (bandiera) | D     | Emilie Bernhardt    |

| N. |                     | Ruolo | Calciatrice          |
| -- | ------------------- | ----- | -------------------- |
| 17 | Germania (bandiera) | C     | Margarita Gidion     |
| 18 | Germania (bandiera) | C     | Lina Hausicke        |
| 19 | Germania (bandiera) | C     | Tuana Keles          |
| 20 | Germania (bandiera) | A     | Christin Meyer       |
| 21 | Germania (bandiera) | D     | Ina-Marie Timmermann |
| 22 | Germania (bandiera) | C     | Rieke Dieckmann      |
| 23 | Germania (bandiera) | C     | Theresa Panfil       |
| 27 | Germania (bandiera) | C     | Nina Lührssen        |
| 28 | Germania (bandiera) | A     | Jette Zimmer         |
| 30 | Germania (bandiera) | P     | Anneke Borbe         |
| 33 | Germania (bandiera) | P     | Kira Witte           |

## Calciomercato

### Sessione estiva
| Acquisti | Acquisti         | Acquisti              | Acquisti   |
| R.       | Nome             | da                    | Modalità   |
| -------- | ---------------- | --------------------- | ---------- |
| D        | Emilie Bernhardt | Ingolstadt            | definitivo |
| D        | Michelle Weiß    | Bayern Monaco II      | definitivo |
| C        | Rieke Dieckmann  | Twente                | definitivo |
| C        | Theresa Panfil   | Eintracht Francoforte | definitivo |
| A        | Christin Meyer   | Carl Zeiss Jena       | definitivo |
| A        | Maja Sternad     | Arminia Bielefeld     | definitivo |

| Cessioni | Cessioni       | Cessioni        | Cessioni   |
| R.       | Nome           | a               | Modalità   |
| -------- | -------------- | --------------- | ---------- |
| C        | Eva Holtmeyer  | Meppen          | definitivo |
| C        | Julia Kofler   | FFC Vorderland  | definitivo |
| C        | Sophie Walter  | Carl Zeiss Jena | definitivo |
| A        | Verena Volkmer | Carl Zeiss Jena | definitivo |

## Risultati

### Frauen-Bundesliga

#### Girone di andata
| Arbitro: | Appelmann (Alzey) |

|                                                                                             |           |  |
| Magull 2’, 65’ Simon 33’ Schüller 37’ Glas 59’ Rall 68’ Beerensteyn 69’ (rig.) Dallmann 74’ | Marcatori |  |

| Arbitro: | Hussein (Bad Harzburg) |

|  |           |                          |
|  | Marcatori | 78’ Hendrich 90+2’ Pajor |

| Arbitro: | Wacker (Lehrensteinsfeld) |

|                |           |              |
| Schumacher 36’ | Marcatori | 72’ Hausicke |

| Arbitro: | Derlin (Bad Schwartau) |

|  |           |                           |
|  | Marcatori | 18’, 81’ Pando 62’ Wieder |

| Arbitro: | Duske (Leverkusen) |

|                                                        |           |  |
| Weidauer 3’ Ehegötz 10’, 37’ Chmielinski 16’ Cerci 90’ | Marcatori |  |

| Arbitro: | Heidenreich (Bad Schwartau) |

|              |           |  |
| Hausicke 69’ | Marcatori |  |

| Arbitro: | Wildfeuer (Lubecca) |

|                    |           |  |
| Ulbrich 83’ (rig.) | Marcatori |  |

| Arbitro: | Appelmann (Alzey) |

|              |           |  |
| Fellhauer 3’ | Marcatori |  |

| Brema 19 novembre 2021, ore 19:15 CET 9ª giornata | Werder Brema           | 0 – 0 referto | Colonia | Weserstadion - Platz 11 (246 spett.)\| Arbitro: \| Hussein (Bad Harzburg) \| |
| Arbitro:                                          | Hussein (Bad Harzburg) |               |         |                                                                              |

| Arbitro: | Kost (Münster) |

|                                                                       |           |             |
| Brand 14’, 16’ Billa 45’ Hagel 49’ Linder 65’ Steinert 69’ Dongus 82’ | Marcatori | 79’ Ulbrich |

| Arbitro: | Diekmann (Dortmund) |

|                    |           |  |
| Ulbrich 67’ (rig.) | Marcatori |  |

#### Girone di ritorno
| Arbitro: | Duske (Leverkusen) |

|  |           |                      |
|  | Marcatori | 11’ Rall 90’ Kumagai |

| Arbitro: | Derlin (Bad Schwartau) |

|                                       |           |            |
| Waßmuth 9’ Oberdorf 36’ Blomqvist 79’ | Marcatori | 1’ Sternad |

| Arbitro: | Heidenreich (Bad Schwartau) |

|  |           |                       |
|  | Marcatori | 22’ Arnold 59’ Walter |

| Arbitro: | Diekmann (Dortmund) |

|                   |           |                    |
| Wieder 55’ (rig.) | Marcatori | 13’ (rig.) Ulbrich |

| Arbitro: | Duske (Leverkusen) |

|  |           |                                                                    |
|  | Marcatori | 10’ (rig.) Agrež 32’ (aut.) Borbe 39’, 53’ Chmielinski 79’ Kössler |

| Essen 20 marzo 2022, ore 13:00 CET 17ª giornata | SGS Essen              | 0 – 0 referto | Werder Brema | Stadion an der Hafenstraße (568 spett.)\| Arbitro: \| Hussein (Bad Harzburg) \| |
| Arbitro:                                        | Hussein (Bad Harzburg) |               |              |                                                                                 |

| Arbitro: | Heimann (Gladbeck) |

|  |           |                      |
|  | Marcatori | 15’ (rig.) Balcerzak |

| Brema 3 aprile 2022, ore 18:00 CEST 19ª giornata | Werder Brema       | 0 – 0 referto | Friburgo | Weserstadion - Platz 11 (1 285 spett.)\| Arbitro: \| Schwermer (Rieder) \| |
| Arbitro:                                         | Schwermer (Rieder) |               |          |                                                                            |

| Arbitro: | Kost (Holzwickede) |

|            |           |              |
| Barrett 1’ | Marcatori | 18’ Hausicke |

| Arbitro: | Wildfeuer (Lubecca) |

|  |           |               |
|  | Marcatori | 44’ De Caigny |

| Arbitro: | Diekmann (Dortmund) |

|                                         |           |  |
| Anyomi 10’ Freigang 58’, 87’ Nüsken 63’ | Marcatori |  |

### DFB-Pokal der Frauen
| Arbitro: | Arlt (Greven) |

|  |           |           |
|  | Marcatori | 88’ Sehan |

| Arbitro: | Hussein (Bad Harzburg) |

|  |           |           |
|  | Marcatori | 10’ Kreil |

## Statistiche

### Statistiche di squadra
| Competizione         | Punti | In casa | In casa | In casa | In casa | In casa | In casa | In trasferta | In trasferta | In trasferta | In trasferta | In trasferta | In trasferta | Totale | Totale | Totale | Totale | Totale | Totale | DR  |
| Competizione         | Punti | G       | V       | N       | P       | Gf      | Gs      | G            | V            | N            | P            | Gf           | Gs           | G      | V      | N      | P      | Gf     | Gs     | DR  |
| -------------------- | ----- | ------- | ------- | ------- | ------- | ------- | ------- | ------------ | ------------ | ------------ | ------------ | ------------ | ------------ | ------ | ------ | ------ | ------ | ------ | ------ | --- |
| Frauen-Bundesliga    | 18    | 11      | 3       | 2       | 6       | 3       | 15      | 11           | 1            | 4            | 6            | 6            | 31           | 22     | 4      | 6      | 12     | 9      | 46     | -37 |
| DFB-Pokal der Frauen | -     | 1       | 0       | 0       | 1       | 0       | 1       | 1            | 1            | 0            | 0            | 1            | 0            | 2      | 1      | 0      | 1      | 1      | 1      | 0   |
| Totale               | -     | 12      | 3       | 2       | 7       | 3       | 16      | 12           | 2            | 4            | 6            | 7            | 31           | 24     | 5      | 6      | 13     | 10     | 47     | -37 |

### Andamento in campionato
| Giornata  | 1  | 2  | 3  | 4  | 5  | 6  | 7 | 8  | 9  | 10 | 11 | 12 | 13 | 14 | 15 | 16 | 17 | 18 | 19 | 20 | 21 | 22 |
| --------- | -- | -- | -- | -- | -- | -- | - | -- | -- | -- | -- | -- | -- | -- | -- | -- | -- | -- | -- | -- | -- | -- |
| Luogo     | T  | C  | T  | C  | T  | C  | C | T  | C  | T  | C  | C  | T  | C  | T  | C  | T  | T  | C  | T  | C  | T  |
| Risultato | P  | P  | N  | P  | P  | V  | V | P  | N  | P  | V  | P  | P  | P  | N  | P  | N  | V  | N  | N  | P  | P  |
| Posizione | 12 | 12 | 10 | 12 | 12 | 11 | 8 | 10 | 10 | 10 | 10 | 10 | 10 | 10 | 10 | 10 | 10 | 9  | 9  | 9  | 9  | 9  |

Legenda:

Luogo: C = Casa; T = Trasferta. Risultato: V = Vittoria; N = Pareggio; P = Sconfitta.

### Statistiche delle giocatrici
| Giocatore       | Frauen-Bundesliga | Frauen-Bundesliga | Frauen-Bundesliga | Frauen-Bundesliga | DFB-Pokal der Frauen | DFB-Pokal der Frauen | DFB-Pokal der Frauen | DFB-Pokal der Frauen | Totale   | Totale | Totale      | Totale     |
| Giocatore       | Presenze          | Reti              | Ammonizioni       | Espulsioni        | Presenze             | Reti                 | Ammonizioni          | Espulsioni           | Presenze | Reti   | Ammonizioni | Espulsioni |
| --------------- | ----------------- | ----------------- | ----------------- | ----------------- | -------------------- | -------------------- | -------------------- | -------------------- | -------- | ------ | ----------- | ---------- |
| K-S. Baade      | -                 | -                 | -                 | -                 | 0                    | 0                    | 0                    | 0                    | 0        | 0      | 0           | 0          |
| E. Bernhardt    | 16                | 0                 | 4                 | 0                 | 0                    | 0                    | 0                    | 0                    | 16       | 0      | 4           | 0          |
| A. Borbe        | 19                | -35               | 1                 | 0                 | 2                    | -1                   | 0                    | 0                    | 21       | -36    | 1           | 0          |
| E. Bötjer       | 2                 | 0                 | 0                 | 0                 | -                    | -                    | -                    | -                    | 2        | 0      | 0           | 0          |
| R. Dieckmann    | 19                | 0                 | 3                 | 0                 | 2                    | 0                    | 0                    | 0                    | 21       | 0      | 3           | 0          |
| M. Gidion       | 17                | 0                 | 5                 | 0                 | 2                    | 0                    | 0                    | 0                    | 19       | 0      | 5           | 0          |
| A. Hausdorff    | -                 | -                 | -                 | -                 | -                    | -                    | -                    | -                    | -        | -      | -           | -          |
| L. Hausicke     | 20                | 3                 | 8                 | 0                 | 2                    | 0                    | 0                    | 0                    | 22       | 3      | 8           | 0          |
| N. Lührßen      | 20                | 0                 | 4                 | 0                 | 1                    | 0                    | 0                    | 0                    | 21       | 0      | 4           | 0          |
| T. Keles        | 14                | 0                 | 0                 | 0                 | 1                    | 0                    | 0                    | 0                    | 15       | 0      | 0           | 0          |
| C. Meyer        | 19                | 0                 | 1                 | 0                 | 1                    | 0                    | 0                    | 0                    | 20       | 0      | 1           | 0          |
| T. Panfil       | -                 | -                 | -                 | -                 | -                    | -                    | -                    | -                    | -        | -      | -           | -          |
| L. Pauels       | 3                 | -11               | 0                 | 0                 | -                    | -                    | -                    | -                    | 3        | -11    | 0           | 0          |
| K. Schiechtl    | 19                | 0                 | 2                 | 0                 | 1                    | 0                    | 0                    | 0                    | 20       | 0      | 2           | 0          |
| J. Sehan        | 17                | 0                 | 2                 | 0                 | 1                    | 1                    | 0                    | 0                    | 18       | 1      | 2           | 0          |
| M. Sternad      | 18                | 1                 | 2                 | 0                 | 1                    | 0                    | 0                    | 0                    | 19       | 1      | 2           | 0          |
| A. Tarczyńska   | 8                 | 0                 | 0                 | 0                 | -                    | -                    | -                    | -                    | 8        | 0      | 0           | 0          |
| I-M. Timmermann | 10                | 0                 | 0                 | 0                 | 2                    | 0                    | 0                    | 0                    | 12       | 0      | 0           | 0          |
| G. Tóth         | 15                | 0                 | 0                 | 0                 | 2                    | 0                    | 0                    | 0                    | 17       | 0      | 0           | 0          |
| M. Ulbrich      | 20                | 4                 | 3                 | 0                 | 1                    | 0                    | 0                    | 0                    | 21       | 4      | 3           | 0          |
| R. Walkling     | 22                | 0                 | 4                 | 0                 | 2                    | 0                    | 0                    | 0                    | 24       | 0      | 4           | 0          |
| M. Weiß         | 15                | 0                 | 2                 | 0                 | 2                    | 0                    | 0                    | 0                    | 17       | 0      | 2           | 0          |
| R. Wichmann     | 21                | 0                 | 3                 | 0                 | 2                    | 0                    | 0                    | 0                    | 23       | 0      | 3           | 0          |
| K. Witte        | 1                 | 0                 | 0                 | 0                 | 0                    | 0                    | 0                    | 0                    | 1        | 0      | 0           | 0          |
| J. Zimmer       | 2                 | 0                 | 0                 | 0                 | 1                    | 0                    | 0                    | 0                    | 3        | 0      | 0           | 0          |